# Институт по правам человека и Холокосту имени Туро
Институт по правам человека и Холокосту имени Туро (англ. Touro Institute on Human Rights and the Holocaust) — некоммерческая организация, занимающаяся исследованиями и просвещением в области прав человека и истории Холокоста. Расположен в Нью-Йорке, США, и является частью Университета имени Туро. Организацию возглавляет профессор и эксперт в области международного права Энн Баефски.

## История и миссия
Институт был основан 16 июня 1999 года с целью популяризации и защиты прав человека, а также для изучения уроков Холокоста и их связи с современными проблемами геноцида и дискриминации. Его миссия заключается в предотвращении преступлений против человечества путём осознания важности исторического опыта Холокоста. Институт активно выступает на международных платформах, таких как ООН, предоставляя экспертные мнения по вопросам прав человека и привлекая внимание к угрозам антисемитизма.

## Деятельность
Институт организует мероприятия и конференции, направленные на противодействие антисемитизму и дискриминации. Одним из его проектов является международная конференция по борьбе с антисемитизмом, проходящая при ограниченной поддержке ООН. Также Институт занимается анализом действий международных организаций, таких как Совет по правам человека ООН, и публикует отчёты о случаях предвзятости и антисемитизма, выявленных в работе таких структур.
Институт также организует образовательные курсы для студентов, юристов и исследователей, направленные на повышение осведомлённости о правах человека и предотвращении геноцида. Профессор Энн Баефски, возглавляющая Институт, является видным критиком антиизраильской политики в ООН и регулярно выступает с докладами на международных форумах, освещая вопросы предвзятости и защиты прав евреев в глобальном масштабе.

## Направления исследований и достижения
Институт исследует механизмы защиты прав человека, предотвращение массовых преступлений и формирование международной ответственности за геноцид и преступления против человечности. В рамках своей миссии он выпускает доклады и участвует в исследованиях, раскрывающих случаи антисемитизма и системной предвзятости в глобальных организациях. Его усилия отмечены на международной арене благодаря регулярным публикациям и критическим анализам текущих проблем прав человека, особенно в вопросах противодействия антисемитизму.